# Grabie (Kąty)
Grabie – przysiółek wsi Kąty w Polsce położona w województwie małopolskim, w powiecie brzeskim, w gminie Iwkowa. 
W latach 1975–1998 miejscowość należała administracyjnie do województwa tarnowskiego. 